# Mohamed Jaouhari
Mohamed Jaouhari est né en 1946 à Ouarzazate. Avocat, il a été député de sa ville natale et président du groupe parlementaire du Mouvement populaire (MP) de 1993 à 1997, année où il est devenu président du groupe MP à la chambre des conseillers. Il a été de 1992 à 1997 président de la commune d'Imi Noulaoune (Ouarzazate) et membre du bureau politique du MP. Entre 1993 et 1996, il a été bâtonnier à Khouribga. Il est membre du Conseil consultatif des droits de l'homme (CCDH). Il a été également jugé à la cour constitutionnelle. 